# Dewiacja częstotliwości

Wykres częstotliwości.

Dewiacja częstotliwości – parametr sygnału zmodulowanego częstotliwościowo (lub fazowo), określający maksymalny odchył od częstotliwości nośnej przy danym sygnale modulującym.
Podstawowym czynnikiem, od którego zależy dewiacja częstotliwości, jest amplituda przebiegu modulującego i stała charakteryzująca dany modulator. Wartość dewiacji ma bezpośredni wpływ na szerokość pasma zajmowanego przez sygnał zmodulowany oraz indeks modulacji.